# Письмо Эйнштейна Рузвельту

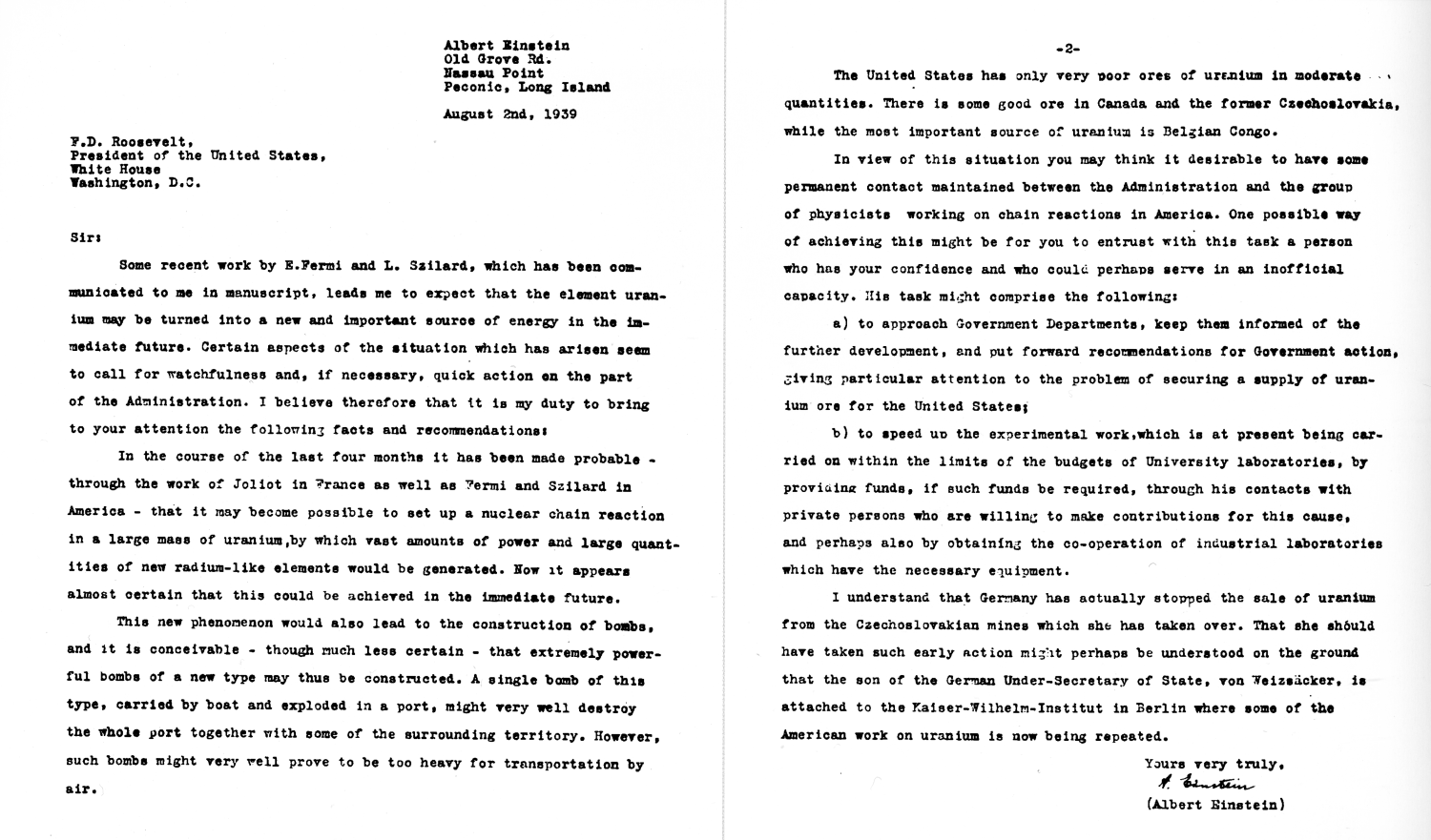
Письмо Эйнштейна Рузвельту

Письмо Эйнштейна Рузвельту — письмо, которое Альберт Эйнштейн направил 2 августа 1939 года президенту США Франклину Делано Рузвельту. Инициаторами письма и авторами большей части текста были физики-эмигранты из Венгрии Лео Силард (ранее его фамилию часто писали неправильно: Сцилард), Юджин Вигнер и Эдвард Теллер.
Письмо обращало внимание президента на то, что нацистская Германия ведёт активные исследования, в результате которых может вскоре обзавестись атомной бомбой; в письме также содержался призыв к началу широкомасштабных атомных исследований в США.

## История написания
Инициатором данного письма стал Силард, который в начале 1939 года узнал об открытии цепной реакции в уране и осознал возможность её эффективного военного применения нацистами. Чтобы придать больший авторитет своему обращению к властям США, он решил привлечь Эйнштейна. В июле 1939 года Силард и Вигнер встретились с Эйнштейном, который также быстро оценил опасность ситуации и составил (на немецком) проект письма в Госдепартамент.
После того, как Вигнер перевёл письмо на английский и перепечатал его, встал вопрос, кто может оперативно вручить его президенту Франклину Рузвельту. Вначале рассматривался вариант поручить это знаменитому авиатору Чарльзу Линдбергу, но тот как раз выступил по радио за невмешательство США в европейский конфликт и с симпатией отозвался о гитлеровском режиме. Поэтому письмо было передано знакомому банкиру Александру Саксу, который регулярно встречался с президентом. Тот не вполне оправдал надежды, продержав у себя письмо два месяца, до начала октября 1939 года. Наконец, 11 октября, уже после начала Второй мировой войны, письмо было передано Рузвельту вместе с пояснительной запиской Силарда.

## Последствия

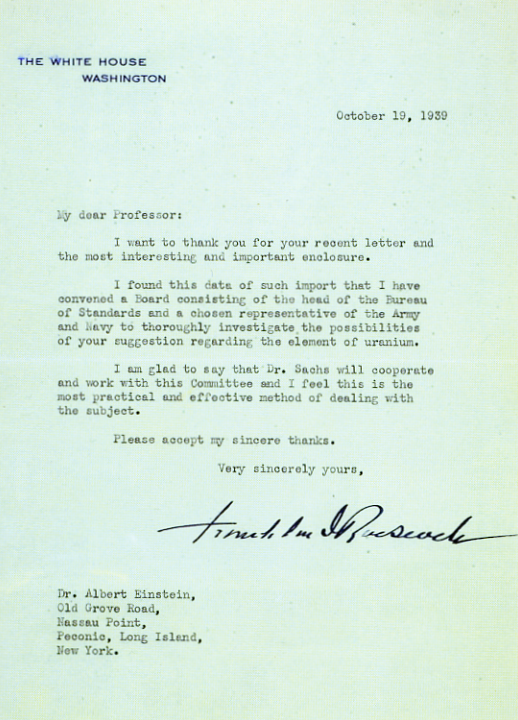
Ответ Рузвельта Эйнштейну

Рузвельт назначил Лаймана Бриггса из Национального бюро стандартов главой Уранового комитета для исследования проблем, поднятых в письме. В ноябре 1939 года комитет доложил Рузвельту, что использование урана позволит создать оружие, обладающее разрушительной силой, значительно превосходящей что-либо известное. В США был создан собственный проект по созданию атомного оружия. 19 октября 1939 года Рузвельт направил Эйнштейну ответное письмо, где благодарил за информацию и сообщал о начальных шагах по реализации проекта:
Сам Эйнштейн в этих работах участия не принимал. Позже он сожалел о последствиях этого письма и объяснял свои мотивы:

Моё участие в создании ядерной бомбы состояло в одном-единственном поступке. Я подписал письмо президенту Рузвельту, в котором подчёркивал необходимость проведения в крупных масштабах экспериментов по изучению возможности создания ядерной бомбы. Я полностью отдавал себе отчёт в том, какую опасность для человечества означает успех этого мероприятия. Однако вероятность того, что над той же самой проблемой с надеждой на успех могла работать и нацистская Германия, заставила меня решиться на этот шаг. Я не имел другого выбора, хотя я всегда был убеждённым пацифистом.

Историки по-разному оценивают историческую роль письма Эйнштейна. Одни считают, что это был решающий толчок к созданию ядерного оружия, другие (например, А. Пайс) полагают, что эта роль была незначительна, и решающими для развёртывания Манхэттенского проекта стали более поздние данные английской разведки 1941 года.